# Phrurolinillus lisboensis
Phrurolinillus lisboensis là một loài nhện trong họ Phrurolithidae.
Loài này thuộc chi Phrurolinillus. Phrurolinillus lisboensis được Jörg Wunderlich miêu tả năm 1995.